# Нетив-ха-Асара
Нетив-ха-Асара (ивр. נְתִיב הָעֲשָׂרָה‎, дословно — «Путь десяти») — мошав на юге Израиля. Расположен на северо-западе Негева, на северной границе с сектором Газа, находится под юрисдикцией регионального совета Хоф-Ашкелон. В 2020 году его население составляло 891 человек.

## История
Мошав был основан в 1982 году 70 семьями, проживавшими в бывшем израильском поселении Нетив-ха-Асара на Синайском полуострове, которое было эвакуировано в результате Кэмп-Дэвидских соглашений. Первоначальный мошав был назван в честь десяти солдат, погибших в результате крушения вертолета к югу от Рафаха в 1971 году, и первоначально назывался «Миньян».
После ухода Израиля из сектора Газа в 2005 году Нетив-ха-Асара стала ближайшей к сектору Газа общиной в Израиле, расположенной в 400 метрах от окраины палестинского города Бейт-Лахия. На южной окраине деревни автостоянка была преобразована в базу Армии обороны Израиля и были размещены танки. Чтобы остановить попытки проникновения из Газы, был установлен электрический забор, а против потенциальных палестинских снайперов были построены три бетонные стены.
Мошав был объектом обстрелов ракетами «Касам», ракетами «Катюша» и минометных обстрелов. В 2007 году Комитеты народного сопротивления направили двух вооруженных боевиков для проникновения в мошав, но они были ликвидированы Армией обороны Израиля.
Несмотря на это, боевики из сектора Газа не раз убивали мирных жителей поселения. Так, Дана Галкович, 22-летняя израильско-бразильская женщина, была убита 14 июля 2005 года в Нетив-ха-Асара ракетой «Кассам». 10 января 2007 года была убита девятилетняя школьница. 10 марта 2010 года был убит тайский рабочий.
Пятнадцать жителей мошава были убиты в результате нападения на Нетив-ха-Асара 7 октября 2023 года в рамках конфликта между Газой и Израилем в октябре 2023 года.

## Туризм
В 2010-х годах Нетив-ха-Асара становится все более популярной туристической достопримечательностью среди иностранных гостей, которых привлекает сообщество, где обычная жизнь продолжается, несмотря на постоянную угрозу ракетных обстрелов со стороны соседнего сектора Газа. Смотровая площадка, спроектированная архитектором Цви Пастернаком и откроется весной 2018 года, позволит посетителям увидеть город Газа на юге и Ашкелон на севере.
Проект настенной мозаики «Путь к миру» и образовательный центр расположены на границе между сектором Газа и Израилем в Нетив-ха-Асара.

## Население
По данным Центрального статистического бюро Израиля, население на начало 2020 года составляло 891 человек.